# Mahato
Mahato is een bestuurslaag in het regentschap Rokan Hulu van de provincie Riau, Indonesië. Mahato telt 23.917 inwoners (volkstelling 2010).